# I'm Me
I'm Me è un brano musicale del rapper di New Orleans Lil Wayne, pubblicato come secondo singolo estratto dall'EP The Leak. Il brano utilizza un campionamento di Stop! In the Name of Love delle Supremes.

## Tracce
CD Promo
1. I'm Me - 4:55

## Classifiche
| Classifica (2008)                    | Posizione Più alta |
| ------------------------------------ | ------------------ |
| U.S. Billboard Hot 100               | 97                 |
| U.S. Billboard Hot R&B/Hip-Hop Songs | 63                 |
| U.S. Billboard Hot Ringtones         | 1                  |
| U.S. Billboard Pop 100               | 70                 |